# 김강선 (축구인)
김강선(1979년 5월 23일 ~ )은 대한민국의 축구 선수이며, 포지션은 미드필더이다.